# Maussans
Maussans é uma comuna francesa na região administrativa de Borgonha-Franco-Condado, no departamento de Alto Sona. Estende-se por uma área de 3,92 km². Em 2010 a comuna tinha 66 habitantes (densidade: 16,8 hab./km²).